# هاني حنجور
هاني صالح حسن حنجور (30 أغسطس 1972 – 11 سبتمبر 2001) هو طيار مختطف سعودي لرحلة الخطوط الجوية الأمريكية 77، حيث حطم الطائرة في البنتاغون كجزء من هجمات 11 سبتمبر.
جاء حنجور لأول مرة إلى الولايات المتحدة في عام 1991، والتحق بجامعة أريزونا ، حيث درس اللغة الإنجليزية لبضعة أشهر قبل أن يعود إلى المملكة العربية السعودية في أوائل العام التالي. عاد إلى الولايات المتحدة في عام 1996، لدراسة اللغة الإنجليزية في كاليفورنيا قبل أن يبدأ في أخذ دروس الطيران في ولاية أريزونا. حصل على شهادة الطيار التجاري في عام 1999، وعاد إلى بلده الأصلي في المملكة العربية السعودية للعثور على وظيفة كطيار تجاري. تقدم حنجور إلى مدرسة الطيران المدني في جدة، ولكن رفض طلبهِ. وترك حنجور أسرته في أواخر عام 1999، وقال لهم إنه سيسافر إلى الإمارات العربية المتحدة للبحث عن عمل. وفقا لخالد شيخ محمد، حدد أسامة بن لادن أو محمد عاطف حنجور في معسكر تدريب في أفغانستان كطيار مدرب واختاروه للمشاركة في هجمات 11 سبتمبر.
عاد حنجور إلى الولايات المتحدة في ديسمبر 2000. انضم إلى نواف الحازمي في سان دييغو، وغادروا على الفور إلى أريزونا حيث تلقى حنجور تدريبًا تجريبيًا لتجديد المعلومات. وفي أبريل 2001، انتقلوا إلى فولز تشيرش، فرجينيا، ثم باترسون، نيوجيرسي في أواخر مايو حيث تلقى هانجور تدريبا إضافيا على الطيران.
عاد حنجور إلى منطقة العاصمة واشنطن في 2 سبتمبر 2001، حجز في نزل في لوريل، ميريلاند. في 11 سبتمبر، استقل حنجور طائرة أميريكان إيرلاينز الرحلة 77، وتولى السيطرة على الطائرة بعد أن ساعد فريقه من الخاطفين في إخضاع الطيارين والركاب والطاقم، واتجه بالطائرة إلى مبنى البنتاغون كجزء من هجمات 11 سبتمبر. وأسفر الحادث عن مقتل 64 راكبا على متن الطائرة و125 شخصا في البنتاغون.

## وصلات خارجية
- The Final 9/11 Commission Report
- NBC video showing Hanjour with a correct profile
- Moussaoui trial exhibit video showing Hanjour with a correct profile
- Hanjour Ticket Purchase